# András Toma
András Toma (5. Dezember 1925 – 30. März 2004) war ein ungarischer Soldat und Kriegsgefangener der Roten Armee. Von 1945 bis 2000 befand er sich in Kriegsgefangenschaft, ab 1947, bis zu seiner Entlassung im Jahr 2000, in einer russischen Psychiatrie. Er gilt als einer der längsten Kriegsgefangenen des Zweiten Weltkriegs.
Da Toma nie Russisch gelernt hatte, und in der Psychiatrie niemand Ungarisch sprach, hat er in den über 50 Jahren seiner Kriegsgefangenschaft keine Unterhaltung geführt, was seinen Fall interessant für die Psychiatrie und Sprachwissenschaften macht.

## Leben
Tomas Mutter starb, als er 4 Jahre alt war. Er lebte in Sulyánbokor, nahe Nyíregyháza, als er 1944 in den Kriegsdienst eingezogen wurde. Er kämpfte bei Auschwitz und Kraków. Toma wurde am 11. Januar 1945 gefangen genommen und ins Gefangenenlager Boksitogorsk in der Nähe von Sankt Petersburg gebracht. Aufgrund einer Erkrankung wurde er von Boksitogorsk in ein Militärkrankenhaus in Bystrjagi verlegt. Im Januar 1947 wurde er in die psychiatrische Klinik in Kotelnitsch eingewiesen. Durch diese Verlegung verloren die ungarischen Behörden den Kontakt zu Toma und erklärten ihn 1954 für tot.
Ein tschechischer Sprachwissenschaftler, Karol Moravčík, erkannte, dass es sich bei Toma um einen Ungarn handelt. Am 11. August 2000 konnte Toma nach Ungarn zurück reisen, seine Familie wurde durch DNA-Proben identifiziert. Da Toma nie offiziell aus dem Militär entlassen wurde, wurde er nach seiner Rückkehr vom Verteidigungsminister befördert, und bekam seinen ausstehenden Sold ausbezahlt. Toma zog zu seiner Halb-Schwester Anna, welche sich bis zu seinem Tod um ihn kümmerte. 

## Referenzen
- Psychiatric ward POW may not have been alone